# Charles Dow

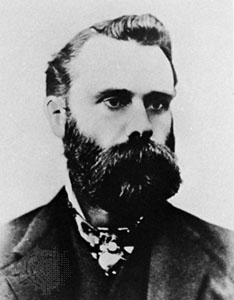
Charles Dow

Charles Henry Dow (* 6. November 1851 in Sterling, Connecticut, USA; † 4. Dezember 1902 in Brooklyn, New York, NY) war ein amerikanischer Journalist, Wirtschaftswissenschaftler und Mitherausgeber des Wall Street Journal.

## Leben und Werdegang
Der Sohn eines Landwirts und entfernter Verwandter des Predigers Lorenzo Dow (1777–1834) wurde mit 21 Jahren Journalist in Springfield, Massachusetts, drei Jahre später in Providence, Rhode Island. Mit 29 Jahren fing Dow in New York bei Kiernan News Agency an, Börsennachrichten für Banken und Maklerbüros zusammenzustellen. Mit Edward Davis Jones und Charles Milford Bergstresser gründete er 1882 die Agentur für Finanznachrichten Dow Jones & Company und gab mit dem Customer Afternoon Letter den ersten Börsenbrief heraus, aus dem sich das Wall Street Journal entwickelte.
Um einen Richtwert für die Beurteilung der Aktienkursschwankungen zu erhalten, entwickelte Dow den ersten US-amerikanischen Aktienindex, den Dow Jones Railroad Average (heute Dow Jones Transportation Average). Er wurde erstmals am 3. Juli 1884 im Customers’ Afternoon Letter veröffentlicht. Der Dow Jones Railroad Average bestand zunächst aus 11 Werten. Ein Jahr später wurde ein Index daraus, der auf 14 Aktien basierte. Bezeichnend für die damalige Zeit war, dass zwölf Werte davon Eisenbahnaktien und nur zwei Industrieaktien waren.
1896 kreierte Dow für das Wall Street Journal den noch heute bekannten Dow Jones Industrial Average, wobei er die Kurse der zwölf wichtigsten Aktien an der New York Stock Exchange addierte und die erhaltene Summe durch zwölf dividierte. Die Erstnotiz lag am 26. Mai 1896 bei 40,94 Punkten.
Zwischen 1899 und 1902 veröffentlichte Dow Editorials mit dem Versuch die täglichen Aktienkursänderungen einem langfristigen Trend zuzuordnen. Die Zusammenfassung dessen wurde als Dow-Theorie bekannt und Grundlage der Technischen Analyse.